# Fortification (Nouvelle-Zélande)
Fortification est une localité de la partie ouest de la région des Catlins dans le Southland, située dans l’Île du Sud de la Nouvelle-Zélande.

## Situation
La localité est à plus de 50 km à l’est du principal centre du Southland, qui est la cité d’Invercargill. Les villages à proximité sont constitués de Quarry Hills et Waikawa vers le sud-est, Tokanui vers le sud-ouest et Waimahaka vers l’ouest.

## Activité
La zone fut exploitée pour l’abattage du bois par des compagnies forestières comprenant entre autres la Fortification Timber Co en 1875 et la Fortification Timber Co Ltd. Des subdivisions des terres furent créées en 1914 dans le cadre de la loi Settlement Act et la route en direction de Te Peka fut améliorée après 1919.

## Tramway
Pour desservir les intérêts forestiers dans le secteur de Fortification un tramway de bush (en) fut construit au milieu des années 1920. Il circulait de la gare de chemin de fer de la ville de Te Peka en direction de l’est à partir de la branche de Tokanui (en) jusqu’au niveau des scieries situées dans le village de Fortification, et ensuite se divisait en un certain nombre de branches pour les sites d’abattage des arbres. La date de fermeture du tramway n'est pas connue mais elle survint avant la fermeture de l’embranchement de Tokanui survenue le 31 mars 1966. Le tramway vers la scierie située à l’est de Fortification Hill fut retrouvé sur une carte de 1944 (one inch map S183).